# 斯利沃波萊
43°57′N 26°12′E / 43.950°N 26.200°E
斯利沃波萊是保加利亞的城鎮，位於該國東北部，距離首府魯塞20公里，由魯塞州負責管轄，面積36.23平方公里，海拔高度23米，受大陸性氣候影響，2009年人口3,169。

## 外部連結
- Slivo Pole municipality website （页面存档备份，存于） （保加利亚文）
- Slivo Pole page at the Rousse Province website （保加利亚文）